# Bara brith

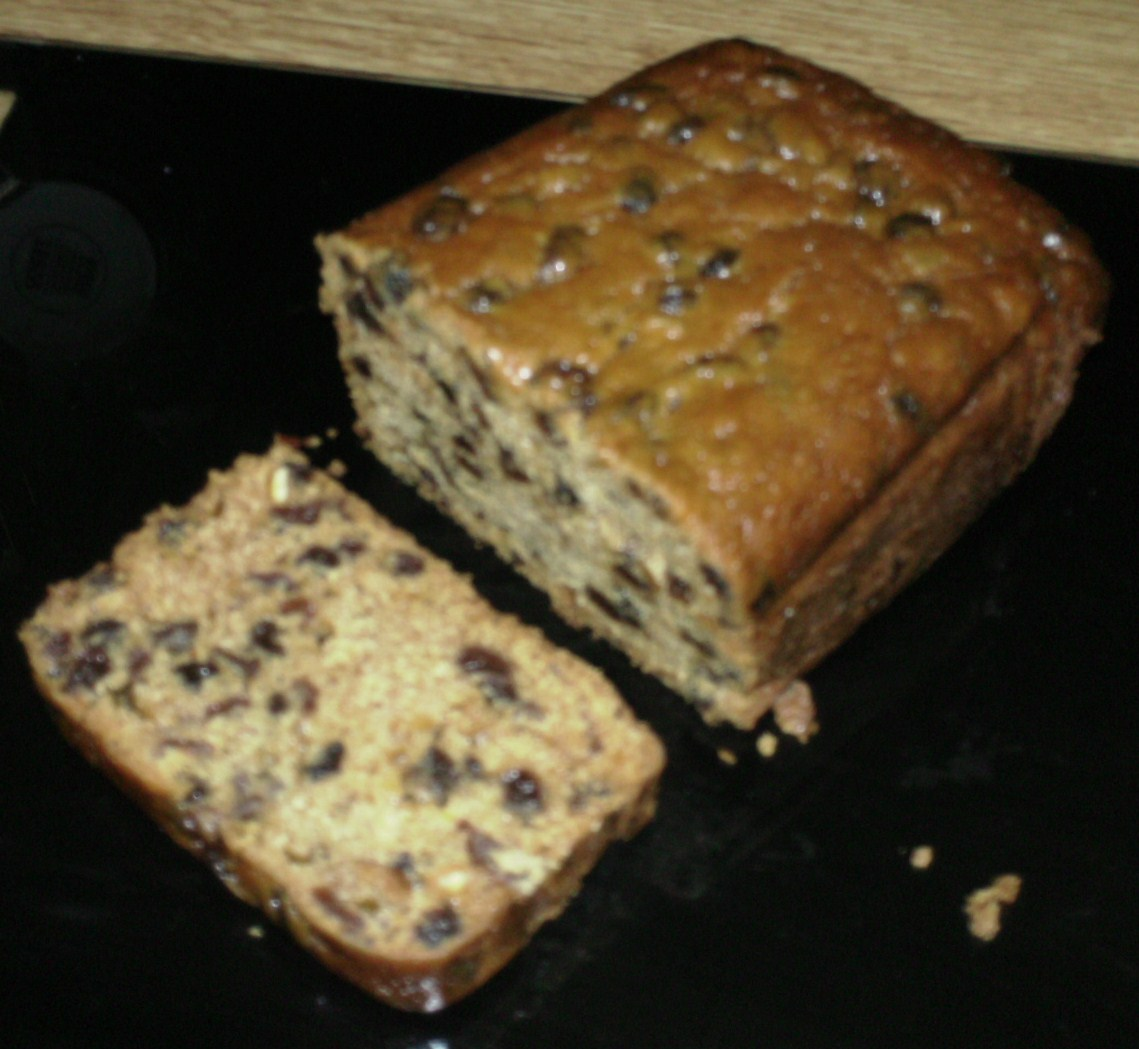
Une tranche de bara brith.

Le bara brith ou « pain moucheté » (au sens littéral de son nom gallois original) est une sorte de pain avec une pâte écumeuse (avec de la levure) enrichie de fruits secs, particulièrement de raisins de Corinthe et de fruits confits. C'est en raison des fruits parsemant la pâte qu'on dit le pain « moucheté ». 
Il existe de nombreuses recettes pour ce pain au pays de Galles : certaines recettes recommandent de laisser imbiber les fruits (des raisins secs, de Corinthe et/ou des sultanines) dans du thé la nuit précédant la confection du gâteau, d'autres ajoutent du thé froid et utilisent de la marmelade pour glacer le gâteau, tandis que du saindoux est utilisé dans la recette du chef gallois Bryn Williams.
Le bara brith est également populaire en Argentine où il est appelé torta negra (« gâteau noir »). Il y fut importé par les colons gallois en 1865.